# Béboto
Béboto  è un comune del Ciad situato nel dipartimento di Kouh Occidentale, provincia del Logone Orientale.
È il capoluogo del dipartimento.